# 페이퍼 컷

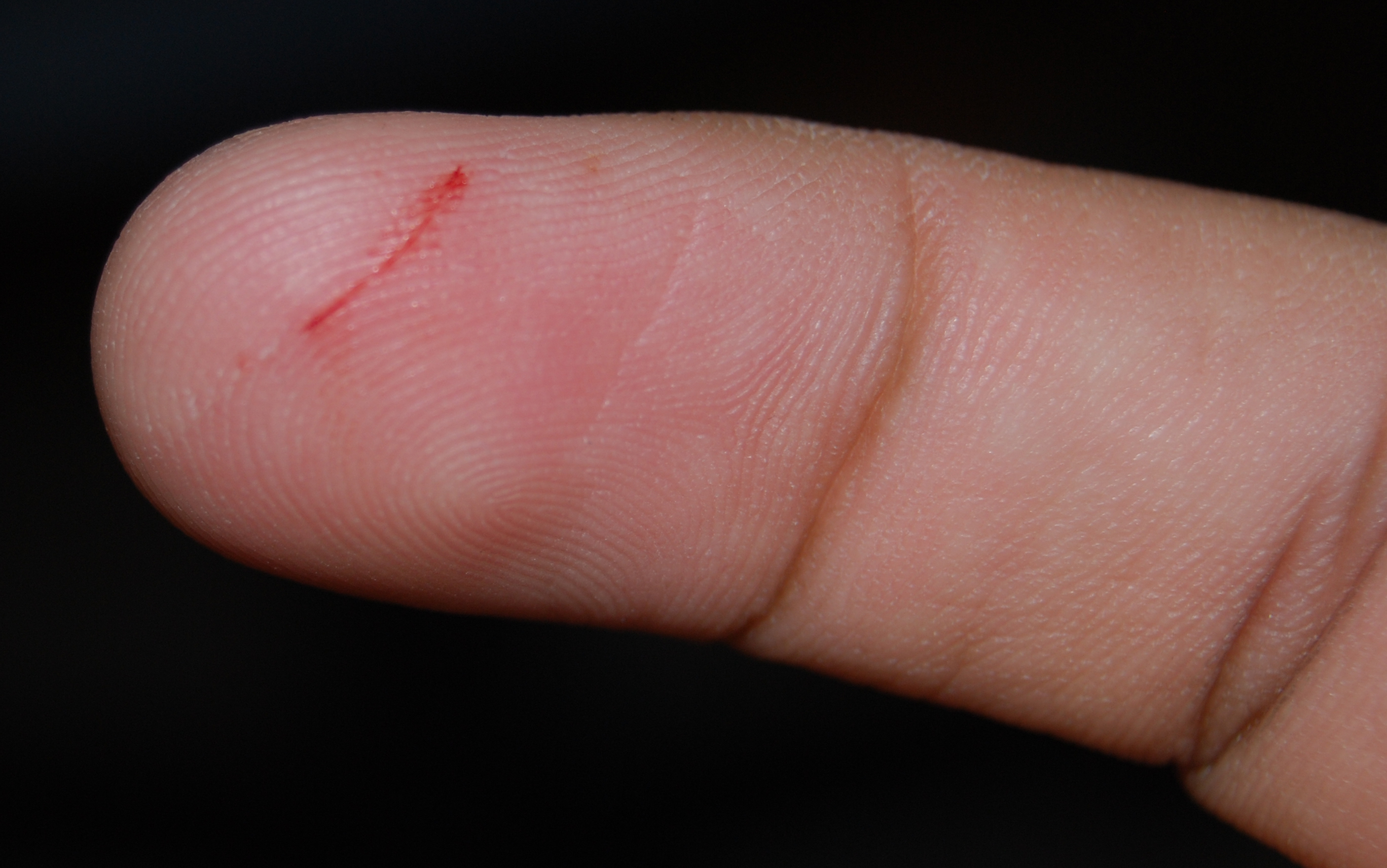
작은 페이퍼 컷

페이퍼 컷은 종이 한 장이나 다른 얇고 날카로운 물질들이 사람의 피부를 벨 때 발생한다. 종이에서 이름이 붙여졌지만, 종이가 아닌 단단하며 연마성이 강한 다른 물질에 의해서도 발생할 수 있다.

## 설명
종이는 보통 너무 부드러워서 자를 수 없지만, 매우 얇을 수도 있다.(때로는 면도날처럼 얇을 수 있음) 그러면 피부를 자르기에 충분할 정도로 높은 수준의 압력을 가할 수 있다. 종이 절단 작업은 대부분 종이 시트 하나가 나머지 종이 시트에서 탈구될 수 있기 때문에 강하게 고정된 종이 시트(예: 새 종이 시트)에 의해 발생한다. 페이퍼 컷은 종이가 다른 종이에서 삐져나왔을 때 발생하는 것이 태반이다. 따라서 다른 종이가 삐져나온 종이를 지탱하며 면도날의 역할을 할 수 있게된다.

## 통증
종이 자르는 것은 피부의 아주 작은 부분으로도 많은 수의 피부 표면 통증 수용체를 자극할 수 있기 때문에 놀랄 만큼 고통스럽다. 얕게 베인 상처는 출혈이 크지 않기 때문에 통증 수용체가 공기로 열려 계속 통증을 유발한다. 이것은 표백제 같은 화학물질로 코팅되면서 종이 자체의 섬유에 의한 자극보다 더 악화된다. 게다가, 대부분의 페이퍼 컷은 손가락에서 발생하는데, 손가락은 신체의 다른 부분보다 감각 수용체가 더 집중되어 있다.